# Karol Adamiecki

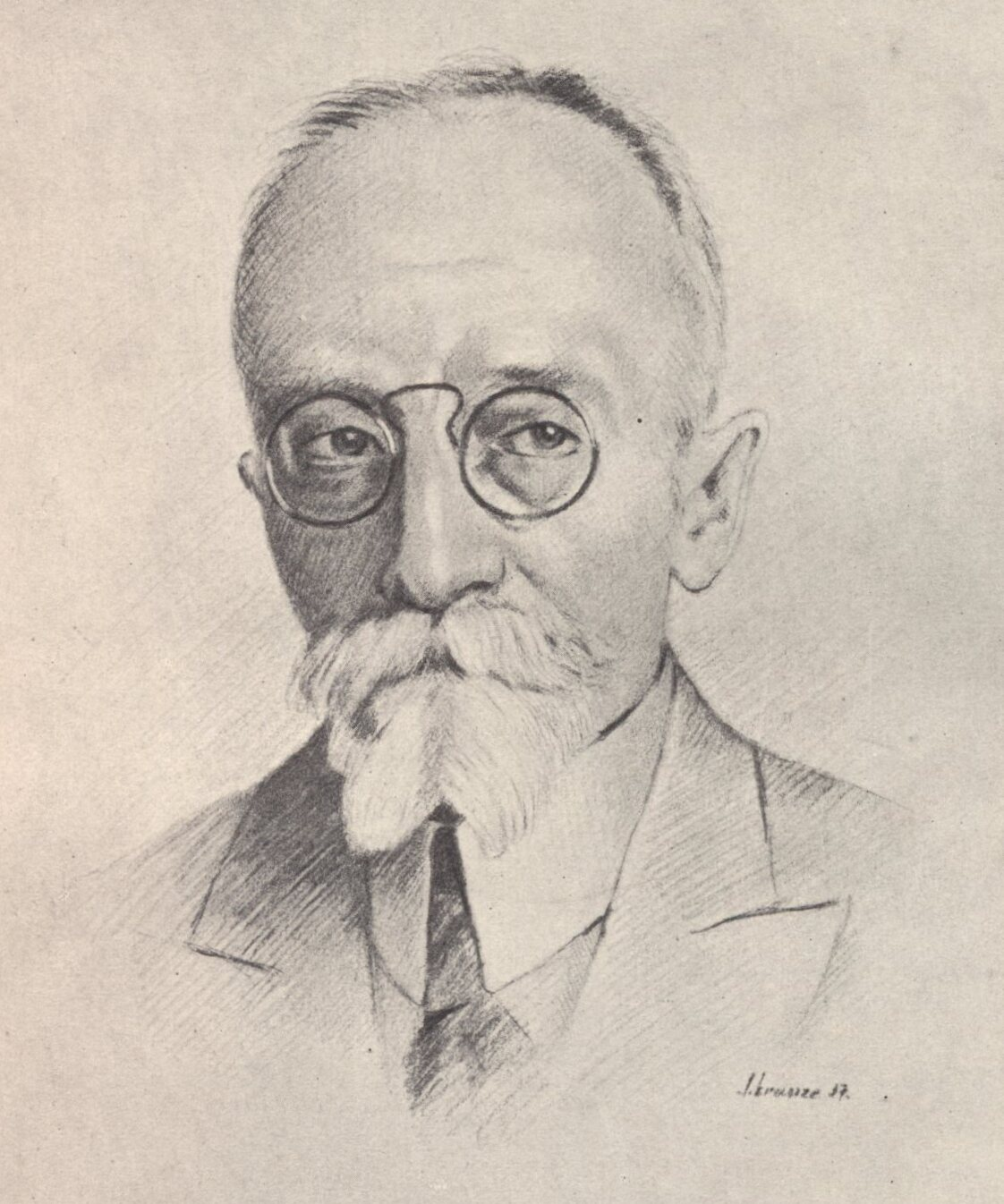
Karol Adamiecki

Karol Adamiecki (* 18. März 1866 in Dąbrowa Górnicza; † 16. Mai 1933 in Warschau) war ein polnischer Metallurg und Techniker im Hüttenwesen, der einer der Begründer und Theoretiker der wissenschaftlichen Organisation (polnisch organizacja naukowa) bzw. der Management- und Verwaltungslehre war.

## Leben
Karol Adamiecki kam am 18. März 1866 als Sohn des Bergbauingenieurs Karol Adamiecki und Wanda, geb. Lodwigowska, in Dąbrowa Górnicza zur Welt. Er besuchte die Mittelschule in Łódź.
1891 beendete er das Petersburger Technologieinstitut mit dem Grad des Technologieingenieurs. Danach arbeitete er zunächst von 1891 bis 1899 in den Zakłady Huty Bankowej in Dąbrowa Górnicza. Das 1896 von Karol Adamiecki erfundene Gantt-Diagramm ist eine Art Balkendiagramm und wurde in den 1910er Jahren unabhängig davon von Henry Gantt entwickelt. Von 1899 bis 1905 war er Chef der Walzabteilung in den Hüttenbetrieben in Luhansk und als technischer Direktor der Aktiengesellschaft des Rohren- und Eisenwalzwerks in Jekaterinoslaw, wo einige Anlagen nach seinen Plänen umgebaut wurden. In dieser Zeit beschäftigte er sich zunächst mit der technischen Verbesserung und Weiterentwicklung von Produktionsprozessen. Daneben beschäftigte er sich mit der Planung und Kontrolle von Gruppenarbeit. Er entwickelte die Theorie der Harmonisierung (Harmonie der Auswahl und Harmonie der Tätigkeit), die er 1903 in der Technikgesellschaft in Jekaterinoslaw vorstellte.
In den Jahren 1906 bis 1918 arbeitete er als technischer Berater in mehreren Unternehmen in Polen und Russland.
Ab 1919 war er als Dozent an der Technischen Universität Warschau tätig, wo er 1922 an den neugeschaffenen Lehrstuhl für Prinzipien der Organisation von Arbeit und Industriebetrieben berufen wurde.
1925 wird er erster Direktor und Präsident des Rates des Instituts für wissenschaftliche Organisation in Warschau. 1926 wurde er zum Ersten Vorsitzenden des Polnischen Komitees für wissenschaftliche Organisation und zum Vizepräsident des Internationalen Komitees für wissenschaftliche Organisation.
1928 erhielt er die Ehrenurkunde der Masaryk-Akademie der Arbeit für seine Theorie der Harmonisierung bei der Produktionsarbeit. Auf dem V. Internationalen Kongress für wissenschaftliche Organisation in Amsterdam erhielt er die Plaque d’Or. Zudem wurde er mit dem Orden Polonia Restituta (Komtur) und dem Orden des Weißen Löwen der Tschechoslowakei ausgezeichnet.

## Werke
- Scientific organization of work. Report for the International Congress of Prague, July 1924, Prag 1924
- Potrzeba założenia Instytutu Organizacji Pracy, Warschau 1925
- Harmonograf, o. O. 1931
- Nauka organizacji i jej rola w życiu gospodarczem, Warschau 1932
- O istocie naukowej organizacji. Zbiór prac z zakresu nauki organizacji i kierownictwa, Warschau 1938

## Nachleben
Die Wirtschaftsuniversität Kattowitz trug zeitweise seinen Namen.